# Cú đại bàng Akun
Cú đại bàng Akun, tên khoa học Bubo leucostictus, là một loài chim trong họ Strigidae.